# Johann Friedrich Huber
Johann Friedrich Huber (* 1. Juni 1766 in Sissach; † 30. September 1832 in Basel) war ein Schweizer Graveur, Siegelstecher, Steinscheider, Medailleur, Architekt und Kunsthändler.

## Leben und Werk

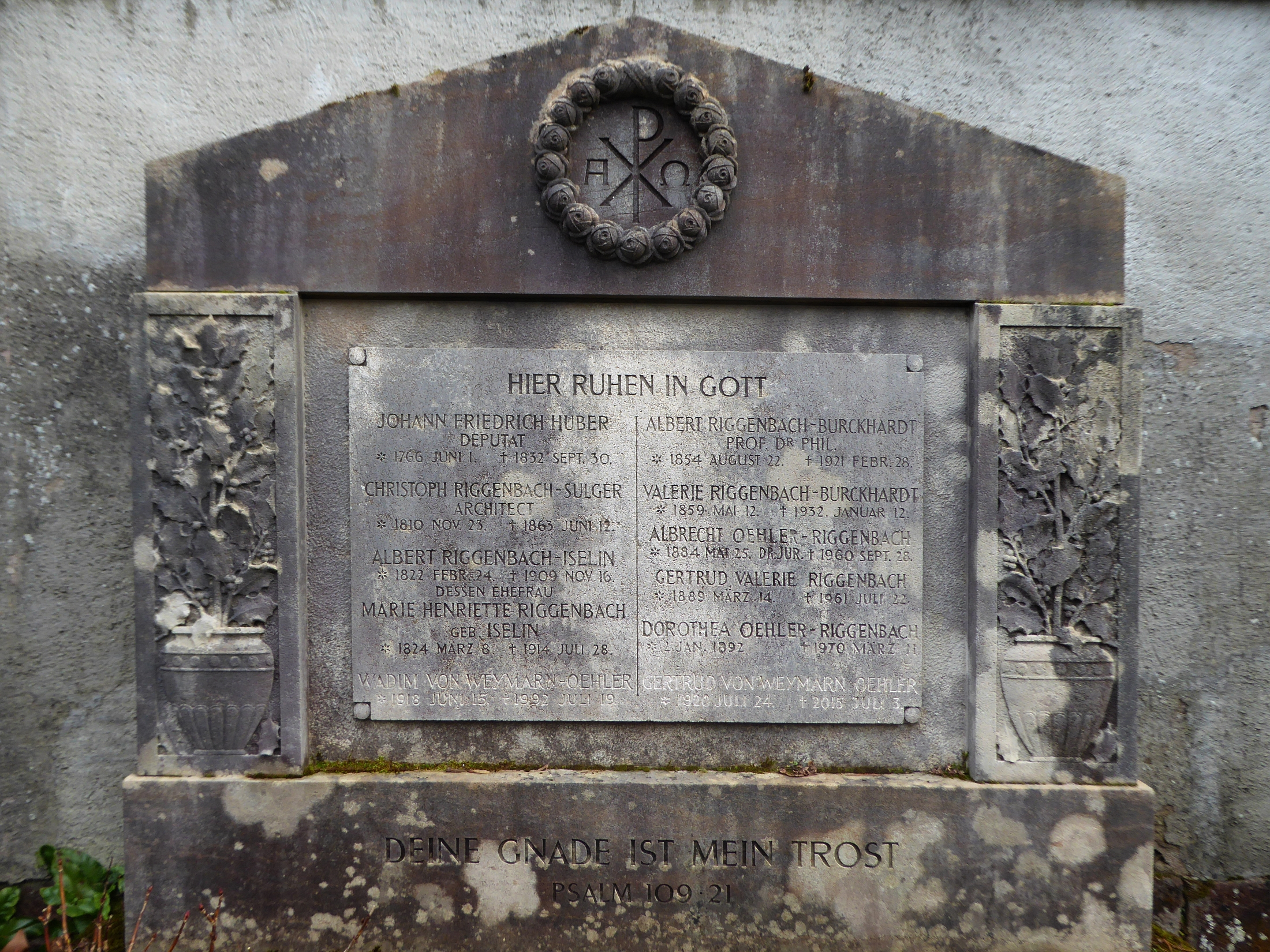
Grab, Wolfgottesacker in Basel.

Johann Friedrich Huber war der älteste Sohn des Pfarrers und Dekans Johann Jakob Huber (1731–1800) und der Maria Judith, geborene Hoffmann (1744–1813). Sein jüngerer Bruder war der spätere Architekt Achilles Huber (1776–1860). Ihre Schwester Maria Judith (1781–1861) heiratete 1810 den Zuckerwarenfabrikanten Anton Riggenbach (1780–1841). Deren Sohn war der Architekt Christoph Riggenbach.
Johann Friedrich Huber lebte im Bischofshof in Basel und hatte u. a. Kontakt zu Melchior Berri. Er schuf  den Reinacherhof in Basel, der 1832 von der Allgemeinen Lesegesellschaft Basel eingeweiht wurde. Als Zunftgraveur fertigte er zahlreiche Gegenstände an.
Der aus Winterthur stammende Künstler Johann Ludwig Aberli (1723–1786) war für zwei Jahre ein Schüler von Huber. In dieser Zeit erlernte dieser namentlich die Steinschneiderei bei Huber. 
Johann Friedrich Huber war Präsident des Kollegiums zum Kirchen, Schul- und Armenwesen. In späteren Jahren war er zudem als Kunsthändler tätig. Im Gedenken an die familiären Banden wurde sein Name auf dem Riggenbacher-Familiengrab auf dem Wolfgottesacker in Basel mit aufgeführt.